# Enric Pons i Rigolfas
Enric Pons i Rigolfas   (Barcelona, 27 de gener de 1934 - Barcelona, 9 de febrer de 2019) fou un dibuixant, guionista, escriptor i tarotista català, conegut també pel seu nom de ploma i de tarot Kheto Rigol. Treballà en el món del còmic a l'Editorial Bruguera durant diverses dècades, fins que fou acomiadat i se centrà en l'esoterisme i la interpretació. Passà a guanyar certa notorietat a partir d'un cas de gentrificació a finals de 2018 i la seva posterior acollida al casal ocupa Casa de Cadis de Barcelona, fins a la seva mort un mes després.

## Biografia
Enric Pons es mudà l'any 1942 (en plena infància) de la vila de Gràcia de Barcelona al barri de la Sagrada Família, provinent d'una família on la seva mare intentà infructuosament cometre un avortament amb ell mentre estava embarassada. Començà a treballar amb 13 anys a l'Editorial Bruguera l'any 1947, en la qual s'hi va estar 30 anys maquetant, pintant i omplint vinyetes de còmic d'altres autors fins que fou acomiadat l'any 1977 —amb una indemnització de dos milions de pessetes espanyoles. Durant aquella etapa compartí experiència laboral amb altres dibuixants il·lustres com ara Guillem Cifré o José Peñarroya.
Posteriorment obtingué un títol de ventríloc i es dedicà al tarot i a l'esoterisme. D'ençà llavors adquirí reputació en festes majors, restaurants i altres celebracions com a mestre tarotista i expert en tarot egipci, fet que el portà a adoptar el pseudònim de Kheto Rigol, «mag de Memphis». També treballà imitant veus de personatges a la Sala Apolo de Barcelona.
La crisi financera de 2008 provocà una baixada de la seva activitat i el conduí a una situació de precarietat, que s'accentuà els darrers mesos de la seva vida arran del cas de gentrificació al pis del barri de la Sagrada Família on havia viscut des de 1942. Aquesta situació el deixà en risc de ser desnonat i en la pobresa, amb una pensió que pràcticament no li permetia pagar el lloguer. Aquesta situació li feu guanyar, a finals de 2018, certa visibilitat als mitjans i a les xarxes socials gràcies a l'activista d'origen romanès Lagarder Danciu, que l'acollí al casal ocupa Casa de Cadis. Durant aquesta acollida, Pons continuà dibuixant pels seus veïns vinyetes sota el nom de Kheto Rigol i va publicar El hombre del traje pistacho, un llibre de caràcter autobiogràfic.
Dies abans del seu decés, Enric Pons rebé un donatiu anònim de 10.000 € provinent de Madrid, dels quals en destinà la meitat a voluntat pròpia en favor de la Casa de Cadis —a fi de continuar la tasca d'acollida del col·lectiu ocupa. Finalment morí el 9 de febrer de 2019 a l'Hospital de Sant Pau de Barcelona a 85 anys, arran de complicacions després d'una operació duta a terme uns dies abans.

## Obra

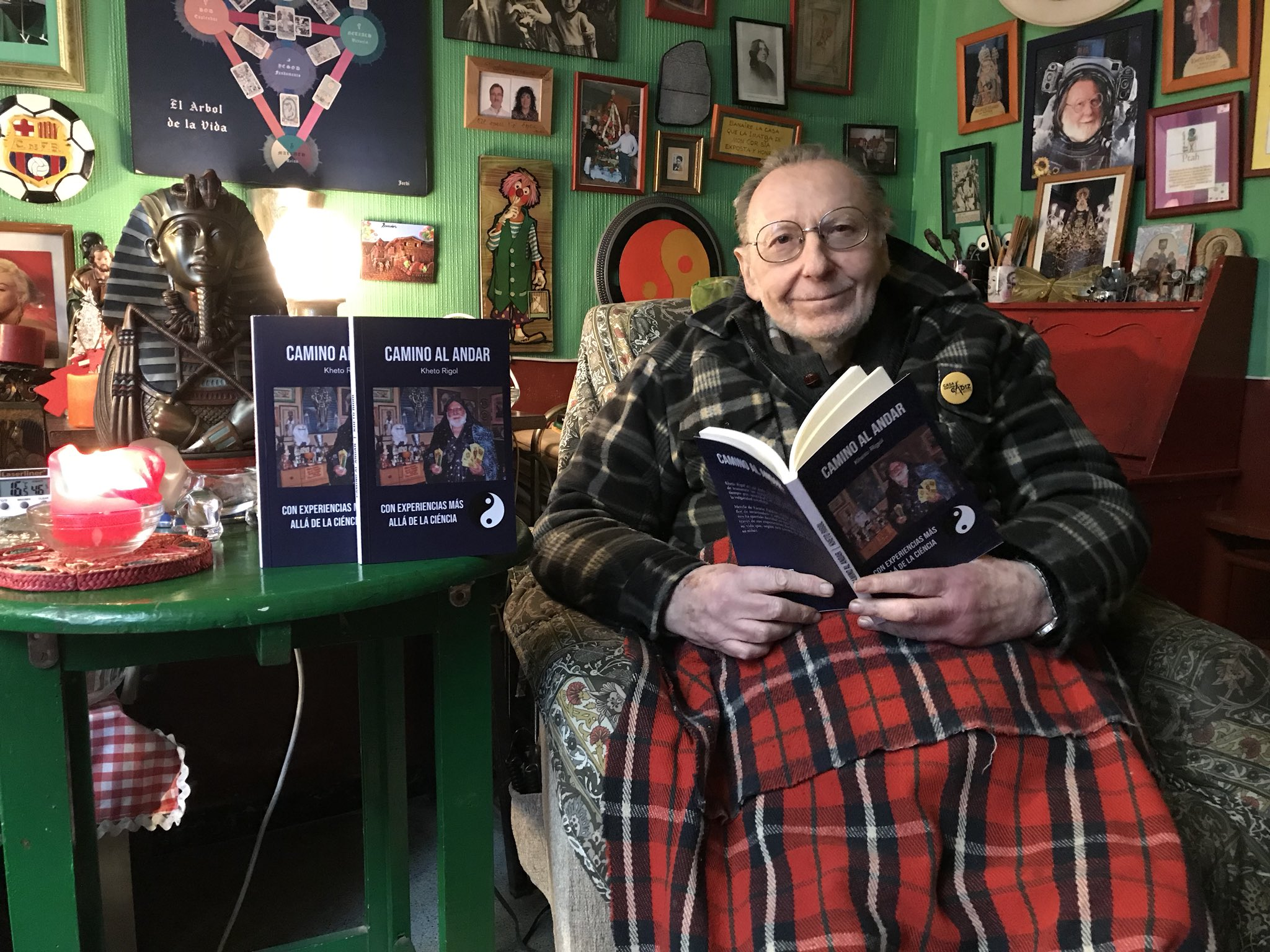
Enric Pons amb el seu darrer llibre Camino al andar el gener de 2019.

- Pons i Rigolfas, Enric. El Hombre del traje pistacho: con experiencia más allá de la ciencia (en castellà).  Barcelona: Morales i Torres, 2014. ISBN 9788496106826.
- Pons i Rigolfas, Enric. Camino al andar (en castellà).  Barcelona: Descontrol, 2019. (Signada sota el pseudònim Kheto Rigol)